# Công ty con
Công ty con hay công ty lép vốn (tiếng Anh: subsidiary company) là thuật ngữ chỉ những công ty chịu sự quản lý và chi phối bởi một công ty mẹ hay công ty holding. Thuật ngữ lép vốn có thể dùng cho một công ty, tập đoàn hay một công ty trách nhiệm hữu hạn.

## Chi tiết
Các công ty con là các pháp nhân riêng biệt, riêng biệt cho các mục đích về thuế, quy định và trách nhiệm pháp lý. Vì lý do này, họ khác với các bộ phận, là các doanh nghiệp được tích hợp hoàn toàn trong công ty chính, và không khác biệt về mặt pháp lý hoặc khác biệt với nó.  Nói cách khác, một công ty con có thể khởi kiện và bị kiện riêng với công ty mẹ và nghĩa vụ của công ty thường không phải là nghĩa vụ của công ty mẹ. Tuy nhiên, chủ nợ của một công ty con mất khả năng thanh toán có thể có được bản án chống lại cha mẹ nếu họ có thể xuyên qua bức màn của công ty và chứng minh rằng công ty mẹ và công ty con chỉ là bản ngã của nhau, do đó mọi bản quyền, nhãn hiệu và bằng sáng chế vẫn thuộc về công ty con cho đến khi công ty mẹ đóng cửa công ty con.
Một trong những cách kiểm soát công ty con đạt được thông qua quyền sở hữu cổ phần của công ty con bởi công ty mẹ. Những cổ phiếu này cung cấp cho phụ huynh các phiếu bầu cần thiết để xác định thành phần hội đồng quản trị của công ty con và do đó kiểm soát. Điều này dẫn đến giả định chung rằng 50% cộng với một cổ phiếu là đủ để tạo ra một công ty con. Tuy nhiên, có những cách khác mà kiểm soát có thể xuất hiện và các quy tắc chính xác cả về kiểm soát nào là cần thiết và cách thức đạt được, có thể phức tạp (xem bên dưới). Một công ty con có thể có các công ty con, và những người này, lần lượt, có thể có các công ty con của riêng họ. Một công ty mẹ và tất cả các công ty con của nó được gọi là một công ty, mặc dù thuật ngữ này cũng có thể áp dụng cho các công ty hợp tác và các công ty con của họ với mức độ sở hữu chung khác nhau.
Một công ty mẹ không phải là một thực thể lớn hơn hoặc "mạnh hơn"; công ty mẹ có thể nhỏ hơn một công ty con, chẳng hạn như DanJaq, một công ty gia đình chặt chẽ, kiểm soát Eon Productions, tập đoàn lớn quản lý nhượng quyền thương mại James Bond. Ngược lại, công ty mẹ có thể lớn hơn một số hoặc tất cả các công ty con của mình (nếu có nhiều hơn một), vì mối quan hệ được xác định bằng cách kiểm soát cổ phần sở hữu, chứ không phải số lượng nhân viên.
Công ty mẹ và công ty con không nhất thiết phải hoạt động ở cùng địa điểm hoặc điều hành cùng một doanh nghiệp. Không chỉ có khả năng họ có thể hình dung là đối thủ cạnh tranh trên thị trường, mà những thỏa thuận như vậy xảy ra thường xuyên khi kết thúc sự tiếp quản thù địch hoặc sáp nhập tự nguyện. Ngoài ra, vì một công ty mẹ và một công ty con là hai thực thể riêng biệt, nên một trong số họ có thể tham gia vào các thủ tục tố tụng pháp lý, phá sản, nợ thuế, cáo trạng hoặc bị điều tra trong khi bên kia thì không.

## Kiểm soát

### Chung
Từ "kiểm soát" và các dẫn xuất của nó (công ty con và công ty mẹ) có thể có ý nghĩa khác nhau trong các bối cảnh khác nhau. Những khái niệm này có thể có ý nghĩa khác nhau trong các lĩnh vực khác nhau của pháp luật (ví dụ luật doanh nghiệp, luật cạnh tranh, luật thị trường vốn) hoặc trong kế toán. Ví dụ: nếu Công ty A mua cổ phần của Công ty B, có thể giao dịch không chịu sự kiểm soát của sáp nhập (vì Công ty A đã được coi là đã kiểm soát Công ty B trước khi mua cổ phần, theo quy tắc của luật cạnh tranh), nhưng tại đồng thời Công ty A có thể được yêu cầu bắt đầu hợp nhất Công ty B vào báo cáo tài chính theo các quy tắc kế toán có liên quan (vì công ty đã được coi là một liên doanh trước khi mua cho mục đích kế toán).
Kiểm soát có thể trực tiếp (ví dụ: một công ty mẹ cuối cùng trực tiếp kiểm soát công ty con cấp một) hoặc gián tiếp (ví dụ: công ty mẹ cuối cùng kiểm soát gián tiếp các công ty con thứ hai và cấp thấp hơn, thông qua các công ty con cấp một).

### Liên minh châu Âu
Recital 31 của Chỉ thị 2013/34 / EU quy định rằng kiểm soát nên dựa trên việc nắm giữ phần lớn quyền biểu quyết, nhưng kiểm soát cũng có thể tồn tại khi có thỏa thuận với các cổ đông hoặc thành viên. Trong một số trường hợp nhất định, kiểm soát có thể được thực hiện một cách hiệu quả khi cha mẹ nắm giữ thiểu số hoặc không có cổ phần nào trong công ty con.
Theo Điều 22 của chỉ thị 2013/34 / EU, một cam kết là cha mẹ nếu nó:
- có đa số quyền biểu quyết của các cổ đông hoặc thành viên trong một cam kết khác (một công ty con);
- có quyền bổ nhiệm hoặc bãi bỏ đa số thành viên của cơ quan hành chính, quản lý hoặc giám sát của một công việc khác (một công ty con) và đồng thời là một cổ đông trong hoặc thành viên của công ty đó;
- có quyền thực hiện ảnh hưởng chi phối đối với một cam kết (một công ty con) mà nó là một cổ đông hoặc thành viên, theo hợp đồng được ký kết với cam kết đó hoặc theo một điều khoản trong bản ghi nhớ hoặc các điều khoản của hiệp hội, nơi luật pháp điều chỉnh công ty con đó cam kết cho phép nó phải tuân theo các hợp đồng hoặc điều khoản đó.
- là một cổ đông trong hoặc thành viên của một cam kết, và:
  - đa số thành viên của các cơ quan hành chính, quản lý hoặc giám sát của công ty đó (một công ty con) đã giữ chức vụ trong năm tài chính, trong năm tài chính trước đó và cho đến thời điểm lập báo cáo tài chính hợp nhất được chỉ định là kết quả của việc thực hiện các quyền biểu quyết; hoặc là
  - kiểm soát một mình, theo thỏa thuận với các cổ đông khác trong hoặc các thành viên của cam kết đó (một công ty con), phần lớn quyền biểu quyết của cổ đông hoặc thành viên trong cam kết đó.

Ngoài ra kiểm soát có thể phát sinh khi:
- một công việc cha mẹ có quyền thực hiện, hoặc thực sự tập thể dục, ảnh hưởng hoặc kiểm soát chi phối đối với một công việc khác (công ty con đảm nhận); hoặc là
- một công ty mẹ đảm nhận và một công việc khác (công ty con) được quản lý trên cơ sở thống nhất bởi công ty mẹ đảm nhận.

Theo các chuẩn mực kế toán quốc tế được EU thông qua  một công ty được coi là chỉ kiểm soát một công ty khác nếu công ty có tất cả những điều sau đây:
- quyền lực đối với công ty khác;
- tiếp xúc, hoặc quyền, đối với lợi nhuận thay đổi từ sự tham gia của nó với công ty khác; và
- khả năng sử dụng quyền lực của mình đối với công ty khác để ảnh hưởng đến số tiền lãi của công ty (IFRS 10 đoạn 7). Quyền lực thường phát sinh khi cha mẹ có các quyền cho nó khả năng chỉ đạo các hoạt động liên quan, tức là các hoạt động ảnh hưởng đáng kể đến lợi nhuận của các công ty con khác.

Một công ty con có thể chỉ có một cha mẹ; mặt khác, trên thực tế, công ty con là một thỏa thuận chung (hoạt động chung hoặc liên doanh) mà hai hoặc nhiều bên có quyền kiểm soát chung (IFRS 11 đoạn 4). Kiểm soát chung là việc chia sẻ quyền kiểm soát theo thỏa thuận theo hợp đồng, chỉ tồn tại khi các quyết định về các hoạt động liên quan đòi hỏi phải có sự đồng ý nhất trí của các bên chia sẻ quyền kiểm soát.

### Vương quốc Anh
Các công ty Act 2006 bao gồm hai nghĩa: một trong những "công ty con" và người kia "chi nhánh cam kết".
Theo s.1159 của Đạo luật, một công ty là "công ty con" của một công ty khác, "công ty mẹ" của nó, nếu công ty kia:
- nắm giữ phần lớn quyền biểu quyết trong đó, hoặc
- là thành viên của nó và có quyền bổ nhiệm hoặc bãi bỏ đa số ban giám đốc, hoặc
- là thành viên của nó và kiểm soát một mình, theo thỏa thuận với các thành viên khác, phần lớn quyền biểu quyết trong đó hoặc nếu đó là công ty con của một công ty tự là công ty con của công ty kia.

Định nghĩa thứ hai rộng hơn. Theo s.1162 của Đạo luật công ty năm 2006, một cam kết là một công ty mẹ đảm nhận liên quan đến một cam kết khác, một công ty con, nếu:
- nó nắm giữ phần lớn quyền biểu quyết trong cam kết, hoặc
- nó là một thành viên của cam kết và có quyền bổ nhiệm hoặc bãi bỏ đa số ban giám đốc của nó, hoặc
- nó có quyền thực hiện một ảnh hưởng vượt trội so với việc đảm nhận
  - nhờ các quy định có trong các điều khoản của cam kết, hoặc
  - nhờ hợp đồng kiểm soát, hoặc
- nó là một thành viên của cam kết và kiểm soát một mình, theo thỏa thuận với các cổ đông hoặc thành viên khác, phần lớn các quyền biểu quyết trong cam kết.

Một cam kết cũng là một công ty mẹ đảm nhận liên quan đến một cam kết khác, một công ty con, nếu:
- nó có sức mạnh để tập thể dục, hoặc thực sự tập thể dục, ảnh hưởng hoặc kiểm soát chi phối nó, hoặc
- nó và các công ty con được quản lý trên cơ sở thống nhất.

Định nghĩa rộng hơn về "cam kết của công ty con" được áp dụng cho các quy định kế toán của Đạo luật công ty năm 2006, trong khi định nghĩa về "công ty con" được sử dụng cho các mục đích chung.

### Châu Đại Dương
Ở Châu Đại Dương, các chuẩn mực kế toán đã xác định các trường hợp trong đó một thực thể kiểm soát một thực thể khác.[ cần dẫn nguồn ] Khi làm như vậy, họ chủ yếu từ bỏ các khái niệm kiểm soát pháp lý theo định nghĩa quy định rằng "kiểm soát" là "khả năng của một thực thể chi phối việc ra quyết định, trực tiếp hoặc gián tiếp, liên quan đến tài chính và hoạt động chính sách của một thực thể khác để cho phép thực thể khác đó hoạt động với nó trong việc theo đuổi các mục tiêu của thực thể kiểm soát ". Định nghĩa này đã được điều chỉnh trong Đạo luật Tổng công ty Úc 2001: s 50AA.  Và nó cũng có thể là một phần rất hữu ích của công ty cho phép mọi người đứng đầu công ty áp dụng các dự án mới và các quy tắc mới nhất.

## Mô hình kinh doanh có các yếu tố tương tự như các công ty con
- Chaebol
- Tập đoàn
- Keiretsu
- Zaibatsu